# 中川とも
中川 とも（なかがわ とも、1890年 – 1982年）は、日本の女性画家。歌舞伎絵で知られる。

## 来歴
現在の岐阜県・中津川市にて、旧恵那郡中津川町の初代町長であった中川万兵衛政憲の娘として生まれる。1908年から中津川尋常高等小学校に勤め始め、絵に興味を持って北野恒富について学んだ。岐阜県立恵那高等学校で15年間美術教諭をつとめるかたわら、多数の絵を作成した。恵那文楽や地歌舞伎に強い関心を持っており、本人も女義太夫の名取で、画題としてもこうした舞台芸術を選び、東濃地方の地歌舞伎の様子を描いた芝居絵がとくに有名である。油彩と日本画両方に通じており、靴墨やポスターカラーなど画材としては珍しいものも用いていた。岐阜県の学芸功労賞も受賞している。